# Válka o pemikan

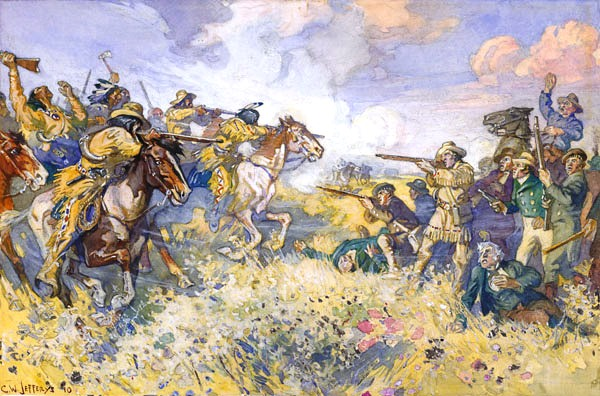
Bitva u Sedmi dubů

Válka o pemikan byla válka mezi Společností Hudsonova zálivu a Severozápadní společností, která vypukla po založení kolonie na Červené řece (Red River Colony) v roce 1811, přičemž její prvotní příčinou byly (vedle rivality mezi dvěma zapřisáhlými obchodními konkurenty) spory o kontrolu nad výrobou, distribucí a prodejem klíčové zásobovací komodity - pemikanu. Původně obchodní válka přerostla v nelítostné střetnutí, v němž si obě strany vykrádaly, rabovaly a vypalovaly základny a sváděly regulérní ozbrojené boje.
Rostoucí násilí se stávalo pro britskou vládu v Severní Americe neúnosným a po krvavé bitvě u Sedmi dubů, v níž agenti SZS spolu se spřátelenými Métisi pobili 22 mužů sloužících HBC, včetně guvernéra teritorií HBC Roberta Sempleho, jí definitivně došla trpělivost. V roce 1821 ukončilo celý konflikt vládou vynucené sloučení obou společností.